# جاوه غربی
جاوهٔ غربی (اندونزیایی: Jawa Barat) (به سوندایی: Jawa Kulon) با ۴۱٬۴۸۳٬۷۲۹ نفر جمعیت در سال ۲۰۰۷، پرجمعیت‌ترین استان اندونزی است.

## جغرافیا
این استان در جزیرهٔ جاوه واقع شده‌است.
جاوهٔ غربی از نظر وسعت، اندکی از کشور پرتراکم تایوان کوچک‌تر است؛ ولی جمعیت آن، تقریباً ۲ برابر جمعیت کشور مذکور است. پایتخت این استان، شهر باندونگ است.

## مردم
در جاوهٔ غربی از لحاظ ترکیب قومیتی، سوندایی‌ها ۷۴ درصد، جاوه‌ای‌ها ۱۱ درصد، بتاوی‌ها ۵ درصد و کیربوها ۵ درصد از ساکنان این استان را شامل می‌شوند. زبان اندونزیایی، زبان رسمی و زبان سوندایی، زبان محلی جاوهٔ غربی است.

## مذهب
از لحاظ ترکیب مذهبی، مسلمانان ۹۶٫۵ درصد، پروتستان‌ها ۱٫۲ درصد، کاتولیک‌ها ۰٫۷ درصد، بوداییها ۰٫۲ درصد و هندوها ۰٫۱ درصد از اهالی جاوهٔ غربی را تشکیل می‌دهند.